# Tullan Fink
Tullan Fink, född 16 juli 1919 i Göteborg, död 4 november 2003 i Göteborg, var en svensk konstpedagog och konstnär.
Hon var dotter till Abraham Fink och Karin Schärberg och 1949–1952 gift med Per Lindekrantz.
Fink studerade för Hjalmar Eldh vid Slöjdföreningens skola i Göteborg 1938–1943 och för Nils Nilsson vid Valands målarskola samt under studieresor till bland annat England, Nederländerna, Spanien och Frankrike. Separat ställde hon ut på God Konst i Göteborg 1952 och deltog under flera år i samlingsutställningen Unga tecknare. Tillsammans med Tore Ahnoff gav hon 1952 ut samlingen Tio grafiska blad. Hennes konst består av stilleben, porträtt och landskapsmålningar ofta från Fårötrakten. Bland hennes offentliga arbeten märks utsmyckningen i Härlanda kyrka och porträttet av författaren Hans Peterson. 
Vid sidan av sitt eget skapande drev hon Tullan Finks målarskola i Göteborg, som senare bytte namn till Dômen efter det kafé i Paris där Jean-Paul Sartre och andra kulturmänniskor träffades. 
Fink är representerad vid bland annat Göteborgs konstmuseum. Hon är begravd på Kvibergs kyrkogård i Göteborg.
År 2024 fick Tullan Fink en gata uppkallad efter sig i Björlanda i Göteborg.